# Катастрофа Boeing 767 в Пусане
Катастрофа Boeing 767 в Пусане — крупная авиационная катастрофа, произошедшая в понедельник 15 апреля 2002 года. Авиалайнер Boeing 767-2J6ER авиакомпании Air China выполнял плановый рейс CA129 по маршруту Пекин—Пусан, но при заходе на посадку врезался в склон горы Тотхэ в 4,6 километрах от аэропорта Пусана и полностью разрушился. Из находившихся на его борту 166 человек (155 пассажиров и 11 членов экипажа) выжили 37.
На 2025 год это единственная катастрофа в истории авиакомпании Air China и вторая крупная авиакатастрофа в истории Республики Корея (после катастрофы Boeing 737 в аэропорту Муан, 179 погибших).

## Самолёт
Boeing 767-2J6ER (регистрационный номер B-2552, заводской 23308, серийный 127) был выпущен компанией «Boeing» в 1985 году (первый полёт совершил 9 октября под тестовым б/н N60659). 25 октября был передан Администрации гражданской авиации Китайской Народной Республики (CAAC), в которой 29 октября получил бортовой номер B-2552. С 1 июля 1988 года (в связи с реорганизацией CAAC) начал эксплуатироваться выделившейся из неё авиакомпанией Air China; на день катастрофы в её авиапарке насчитывалось всего 9 Boeing 767 — 4 Boeing 767-200 и 5 Boeing 767-300. Их техническим обслуживанием согласно договору с авиакомпанией занималась фирма «AMECO».
Пассажировместимость самолёта была 214 мест — 18 в бизнес-классе и 196 в экономклассе. Оснащён двумя двухконтурными турбовентиляторными двигателями Pratt & Whitney JT9D-7R4E4: левый двигатель (№ 1, серийный номер P716912) был установлен на самолёт 23 сентября 2000 года и имел наработку 29 151 час, в том числе 4676 часов после капитального ремонта; правый двигатель (№ 2, серийный номер P716929) был установлен на самолёт 24 октября 2001 года и имел наработку 31 026 часов, в том числе 1858 часов после капитального ремонта. На день катастрофы 16-летний авиалайнер совершил 14 308 циклов «взлёт-посадка» и налетал 39 541 час, в том числе 6407 циклов «взлёт-посадка» и 16 729 часов после капитального ремонта.

## Экипаж и пассажиры
Самолётом управлял опытный экипаж, состав которого был таким:
- Командир воздушного судна (КВС) — 30-летний У Синьлу (англ. Wu Xinlu, кит. 吴新路). Родился в декабре 1971 года. В сентябре 1990 года поступил в Китайский университет гражданской авиации, который окончил в июле 1994 года, после чего начал работать пилотом в авиакомпании Air China (проработал в ней 7 лет и 9 месяцев). В сентябре 2001 года окончил обучение в Air China на командира, прошёл проверки в Air China и CAAC, после чего 26 ноября 2001 года был квалифицирован на командира Boeing 767. Налетал 6497 часов 23 минуты, 6287 часов 23 минуты из них на Boeing 767 (289 часов 30 минут из них в должности КВС)[6].
- Второй пилот — 30-летний Гао Лицзё (англ. Gao Lijie, кит. 高丽杰). Родился в январе 1972 года. В августе 1989 года поступил в Военно-воздушную академию, которую окончил в сентябре 1993 года, после чего начал работать пилотом в авиакомпании Air China (проработал в ней 8 лет и 7 месяцев). В январе 2002 года прошёл тренировки в учебном центре авиакомпании, после проверок в Air China и CAAC 23 февраля 2002 года был квалифицирован на второго пилота Boeing 767. Данный полёт был третьим для него в этой должности, ранее он дважды летал в аэропорт Кимхэ. Налетал 5295 часов, 1215 часов 14 минут из них на Boeing 767[7].
- Третий пилот — 27-летний Хоу Сянинь (англ. Hou Xiangning, кит. 侯乡宁). Родился в июне 1974 года. В сентябре 1993 года поступил в Китайский университет гражданской авиации, который закончил в июне 1997 года, после чего в августе 1997 года начал работать пилотом в авиакомпании Air China (проработал в ней 4 года и 8 месяцев). Налетал 1775 часов 5 минут, 1078 часов 55 минут из них на Boeing 767[8].

В салоне самолёта работали 8 стюардесс.
| Гражданство      | Пассажиры | Экипаж | Всего |
| ---------------- | --------- | ------ | ----- |
| Республика Корея | 135       | 0      | 135   |
| Китай            | 19        | 11     | 30    |
| Узбекистан       | 1         | 0      | 1     |
| Всего            | 155       | 11     | 166   |

Всего на борту самолёта находились 166 человек — 11 членов экипажа и 155 пассажиров (включая 5 детей возрастом от 3 до 9 лет).

## Хронология событий

### Предшествующие обстоятельства
Командир доложил о прибытии экипажа в 14:00 14 апреля 2002 года, после чего прошёл необходимый медосмотр и признан пригодным к полёту. Ночевал командир перед вылетом в спальне авиакомпании Air China.
Утром 15 апреля за 1 час 15 минут до вылета из Пекина КВС получил в офисе Air China, расположенном в здании аэровокзала, полётное задание.
В 08:37, задержавшись на 17 минут, Boeing 767-2J6ER борт B-2552 вылетел из пекинского аэропорта Шоуду и взял курс на Пусан (Республика Корея).
Согласно записи речевого самописца, примерно за полчаса до посадки (в 10:49:55) экипаж через АТИС получил информацию о погоде (Оскар) на 10:48, согласно которой видимость составляла 3,2 километра. В 10:50:17 второй пилот сказал, что не смог расслышать ясно всю информацию. Далее он провёл брифинг по подходу, который включал в себя указание используемой взлётной полосы, типа подхода и высоту принятия решения, однако ряд важных параметров не был назван: схема захода, удерживаемая высота до входа в глиссаду, используемое навигационное оборудование аэропорта и минимальная абсолютная высота в данном секторе. Контрольная карта по подходу была выполнена между 10:56:12 и 10:56:30.
В 10:57:25 экипаж получил информацию АТИС (Папа) о погоде в Кимхэ. В 11:01:02 сидевший на откидном кресле третий пилот, который отвечал за радиосвязь, сообщил остальным членам экипажа, что пытается установить связь с диспетчером в Пусане. Первый контакт с Кимхэ-подход был установлен в 11:06:30, после чего диспетчер дал указание взять курс 190° и снижаться до 1828 метров.
Рейс CA129 находился в 59 километрах северо-западнее радара Кимхэ на высоте 5181 метр. В 11:06:53 диспетчер повторил информацию (Папа) и в 11:07:01 указал, что посадка будет осуществляться на взлётную полосу №36L (левая) прямым заходом, что было подтверждено в 11:07:07.
В 11:08:50 диспетчер запросил у рейса 129 категорию посадки. Второй пилот сказал: Категория посадки Чарли, что в 11:09:07 третий пилот и передал диспетчеру. В 11:08:56 АТИС передала информацию (Квебек), но на речевом самописце она не зафиксировалась.
В 11:09:21 диспетчер сообщил рейсу 129 о смене ВПП на №18R (правая; фактически это та же ВПП №36L, но обратным курсом), в связи с чем на высоте 5181 метра требовалось взять курс 210°. Приняв сообщение, в 11:09:21 второй пилот сообщил всем в кабине: Заход по кругу на 18 правую. Тогда третий пилот доложил диспетчеру: Заход по кругу 18 правая, Эйр Чайна 129. В 11:09:30 диспетчер переспросил, по какой категории рейс CA129 осуществляет заход: Чарли или Дельта. Командир сказал, что Чарли, поэтому третий пилот доложил: Чарли, Эйр Чайна 129, Чарли.

### Заход на посадку
С 11:10:19 по 11:12:29 командир и второй пилот обсудили посадку на полосу № 18R: в частности, обговорили, что минимальная высота при выполнении разворотов должна быть 213 метров, так как со стороны захода находятся горы. В 11:13:01 КВС заметил, что идёт дождь, хотя никаких данных АТИС о дожде экипаж не получал. В 11:13:35 второй пилот спросил, выпускать ли закрылки в положение 1, на что ответ был положительным.
В 11:13:59 авиалайнер достиг высоты 1828 метров, поэтому диспетчер дал указание взять курс 160° и снижаться до 1828 метров.
В 11:14:47 из-за пасмурной погоды командир решил снять солнцезащитные очки, чтобы приспособиться к естественному освещению. В 11:15:15 диспетчер дал указание взять курс 090°.
В 11:15:28 КВС опять проворчал по поводу дождливой погоды и в 11:15:51 дал указание довыпустить закрылки, на что второй пилот сообщил об установке закрылков на 5°. В 11:16:33 диспетчер подхода передал: Эйр Чайна 129, поворот левый, курс 030, следовать на радиомаяк ИЛС полосы 36, затем полёт по кругу к полосе 18 правая, сообщите о наблюдении полосы. В 11:16:50 командир повторил указания диспетчера, после чего третий пилот подтвердил диспетчеру получение информации.
В 11:17:11 второй пилот сообщил, что спуск надо ускорить, а радиомаяк захвачен. Когда в 11:17:30 командир спросил, надо ли им сохранять текущую высоту. Второй пилот сказал, что нет, и следует снижаться до 213 метров. В 11:17:42 речевой самописец зафиксировал звук выпуска шасси, в 11:17:47 КВС дал команду снижать скорость из-за сильного ветра и выпустить закрылки на 20°, что сразу было выполнено. В 11:17:54 лайнер летел на высоте 673 метра с приборной скоростью 324 км/ч и относительно земли 411 км/ч, когда диспетчер подхода дал указание снижаться до 213 метров, что третий пилот и передал остальным пилотам в кабине. В 11:18:29 диспетчер подхода потребовал у рейса 129 сообщить о наблюдении ВПП. В 11:18:39 командир сказал, что наблюдает ВПП, о чём в 11:18:41 третий пилот и сообщил диспетчеру. В этот момент высота полёта рейса CA129 составляла 290 метров при приборной скорости 293 км/ч и относительно земли 346 км/ч.
В 11:18:44 диспетчер подхода проинструктировал: Эйр Чайна 129, связь с башней один восемнадцать точка один, круг на запад. Третий пилот на это подтвердил лишь получение информации о выполнении разворота к ВПП №18R, не назвав переход на частоту башни, а диспетчер его не поправил. Затем по указанию командира второй пилот в 11:18:53 отключил автопилот и взял управление. В 11:18:55 в кабине раздались несколько сигналов. В 11:18:57 была достигнута высота 213 метров, поэтому командир дал указание сохранять её. В 11:18:58 лайнер летел курсом 347° на высоте 205 метров с путевой скоростью 293 км/ч и относительно земли 337 км/ч с левым креном 16,7°.
В 11:19:08 прозвучало предупреждение об уходе с глиссады, поэтому второй пилот сказал третьему пилоту, чтобы тот отключил ИЛС, что и было сделано. В 11:19:17 командир сказал: 20 секунд, а в 11:19:33: Сохранять наблюдение за полосой. В 11:19:34 второй пилот ответил: Поворот, а в 11:19:41: Снова поднимаемся, сохраняем текущую высоту 213 метров, посадочный курс. В 11:19:46 был перезапущен автопилот.
В 11:19:52 диспетчер подхода проинструктировал снова: Эйр Чайна 129, связь с башней, один восемнадцать один. Третий пилот ответил: Башня контакта один два один… один oдин восемь точка один, хорошего дня, Эйр Чайна 129. По прямой линии диспетчер подхода предупредил основного диспетчера на башне о рейсе 129, однако рейс 129 на связь с башней не перешёл. Вместо этого в 11:20:00 командир спросил второго пилота, наблюдает ли тот траверз торца взлётной полосы, на что ответ был положительным. Диспетчер на башне в это время попытался вызвать рейс CA129 на аварийной частоте (121,5 МГц): Это Кимхэ-башня на связи. Эйр Чайна 129, если слышите меня, связь на один oдин восемь точка один. В 11:20:13 перешедший на частоту 118,1 МГц третий пилот ответил: Кимхэ-башня, Эйр Чайна 129, разворачиваемся для захода на 18 правая. Второй пилот одновременно с ним заметил: Ветер слишком сильный, очень трудно лететь. Авиалайнер в это время проходил по курсу 011° траверз торца полосы №18R с приборной скоростью 290 км/ч и скоростью относительно земли 327 км/ч.
В 11:20:15, спустя 13 секунд с момента проверки времени на начало базового разворота, КВС сказал о начале выполнения разворота, а затем сообщил, что взял управление. В 11:20:19 диспетчер запросил у экипажа подтвердить выполнение базового разворота, на что командир сказал, что они поворачивают вправо, а в 11:20:23 третий пилот доложил: Выполняем, Эйр Чайна 129. В 11:20:25 основной диспетчер дал разрешение на посадку: Эйр Чайна 129, проверьте выпуск шасси, ветер на два один ноль в один семь узлов [9 м/сек], посадка разрешена, полоса 36 левая, не наблюдается.
В 11:20:32 командир дал указание выпустить закрылки на 30°, а затем полностью. Далее он отключил автопилот и начал выполнять разворот вручную. В 11:20:33 с экипажем связался вспомогательный диспетчер наземного контроля, который уточнил, что посадка будет на полосу №18R, на что третий пилот ответил: Круг, [нрзб] 18 правая, давление три тысячи, Эйр Чайна 129. Одновременно с этим в 11:20:34 КВС дал указание снизить скорость, что второй пилот и подтвердил. Авиалайнер в этот момент проходил курс 350° с приборной скоростью 292 км/ч и скоростью относительно земли 314 км/ч.

### Катастрофа
В 11:20:41 вспомогательный диспетчер спросил: Эйр Чайна 129, вы можете садиться?, на это в 11:20:47 экипаж дал положительный ответ. Рейс 129 в это время с правым креном 23,6° проходил курс 007° с приборной скоростью 281 км/ч и скоростью относительно земли 305 км/ч. Также диспетчер подхода спросил у диспетчера на башне, будет ли выполняться посадка, но его на башне не услышали. Не расслышав подтверждения от экипажа, в 11:20:51 вспомогательный диспетчер запросил: Эйр Чайна 129, повторите ваше решение, но ответа не прозвучало. В это же время на борту рейса 129 второй пилот предупредил командира о необходимости сохранять высоту, на что тот ответил: Помоги мне найти посадочную полосу. Второй пилот ещё раз сказал, что полёт трудный и необходимо сохранять высоту.
В 11:21:02 диспетчер запросил у рейса 129 доложить о их нахождении, на что третий пилот сообщил, что выполняют третий разворот. Тут второй пилот поправил третьего, что самолёт уже на четвёртом развороте, поэтому третий пилот сообщил башне, что рейс 129 уже на последнем развороте. В 11:21:09 командир спросил, видит ли кто-нибудь взлётную полосу. На это второй пилот ответил отрицательно и добавил, что надо уходить на второй круг, но КВС ничего не ответил.
В 11:21:15 второй пилот, вероятно, увидел перед ними лес, потому что закричал: Вверх, вверх!. Авиалайнер начал поднимать нос, но при этом пилоты не успели увеличить режим двигателей и одновременно диспетчер доложил: Посадка разрешена на 18 правая, Эйр Чайна 129. В 11:21:17 летящий по курсу 149° с правым креном 26,8° и положительным тангажем 11,4° рейс CA129 с приборной скоростью 231 км/ч и скоростью относительно земли 246 км/ч врезался в покрытый лесом склон горы Тотхэ на высоте 214 метров над уровнем моря и в 204 метрах над уровнем аэродрома в 4,6 километрах от торца ВПП №18R аэропорта Кимхэ. Первой в деревья врезалась правая плоскость крыла, которая полностью оторвалась. Промчавшись сквозь деревья 200 метров, лайнер полностью разрушился и загорелся.
На месте погибли 127 человек — 8 членов экипажа (второй и третий пилоты и 6 стюардесс) и 122 пассажира, ещё 2 пассажира умерли в больницах (один на следующий день, другой — через 17 дней), увеличив общее число погибших до 129. Выжили 37 человек — 3 члена экипажа (КВС и 2 стюардессы; они находились у выходов L2 и R2) и 34 пассажира (они сидели в экономклассе), все получили тяжёлые травмы и ожоги.

## Расследование
Расследование причин катастрофы рейса CA129 проводило Корейское бюро по расследованию авиационных происшествий (KAAIB).
Окончательный отчёт расследования был опубликован 4 марта 2005 года.
Было установлено, что наиболее вероятной причиной катастрофы стали ошибки экипажа. В частности, пилоты выполняли заход на посадку и не стали уходить на второй круг, зная при этом, что погодные условия ниже метеорологического минимума, установленного для данного типа самолёта, хотя этот минимум указан в правилах и учебных пособиях авиакомпании Air China.
Кроме того, из-за плохого взаимодействия между пилотами основной разворот для захода на ВПП №18R был сделан позже и за пределами зоны подхода. Когда пилоты потеряли взлётную полосу из виду, они должны были уходить на второй круг. Лишь за 5 секунд до катастрофы второй пилот сказал командиру, что надо прерывать заход на посадку, но тот ничего на это не сказал, а второй пилот не начал самостоятельно выполнять уход на второй круг.

## Последствия катастрофы
Вопреки традиции менять номер рейса после катастрофы в знак уважения к погибшим на нём, авиакомпания Air China не стала менять номер рейса Пекин—Пусан CA129.
Через 2 дня после катастрофы другой Boeing 767-2J6ER пролетел этим рейсом без происшествий, хотя он целых 10 часов и 10 минут кружил около аэропорта Кимхэ из-за плохой погоды.
Теперь по этому маршруту летает Boeing 737-800, но номер рейса — CA129 — остался неизменным.

## Культурные аспекты
Катастрофа рейса 129 Air China показана в 17 сезоне канадского документального телесериала Расследования авиакатастроф в серии Поворотная точка.

### Комментарии
1. ↑  Здесь и далее указано Время в Китайской Народной Республике — CST